# Always Coca-Cola
Always Coca-Cola (arabisch دايما كوكاكولا) ist der Debütroman von Alexandra Chreiteh (arabisch ألكسندرا شريتح). Er erschien 2009 in Beirut. 2012 wurde er ins Englische und 2014 ins Deutsche übersetzt.
Thematisiert wird in einer scheinbar simplen Story in scharfem Ton mit gewagtem, zynischem Humor und mit vielschichtigen Bedeutungen, wie im Leben von drei Frauen im Alter um die 20 in Beirut Tradition und Moderne lustvoll aufeinanderprallen. Sie behandelt, welche Gefahren die blinde Idealisierung westlicher Schönheitsvorstellungen birgt. Der Titel des Werks kombiniert zwei Markennamen: Always, ein Frauenhygieneprodukt, und Coca-Cola. Als Slogan von Coca-Cola wird er im Laufe der Geschichte mehrmals ironisch gebrochen.
Erzählt wird aus der Perspektive von Abir Ward („duftende Rose“). Sie studiert an der Amerikanischen Universität in Beirut. Von ihren Eltern her ist sie die traditionellste von drei gleichaltrigen Freundinnen. Jana und Jasmin haben eher westlich-feministische Ansichten. Jana stammt aus Rumänien. Sie ist als Model für Coca-Cola tätig, Single und ungeplant schwanger. Jasmin ist eine Mitstudentin und Butch. Sie hat eine deutsche Mutter, betreibt Boxsport und trägt die Haare kurz. Das ist für Abir kein Grund, die Freundinnen nicht zu mögen. Die drei Frauen halten trotz aller Unterschiede zusammen.

## Inhalt

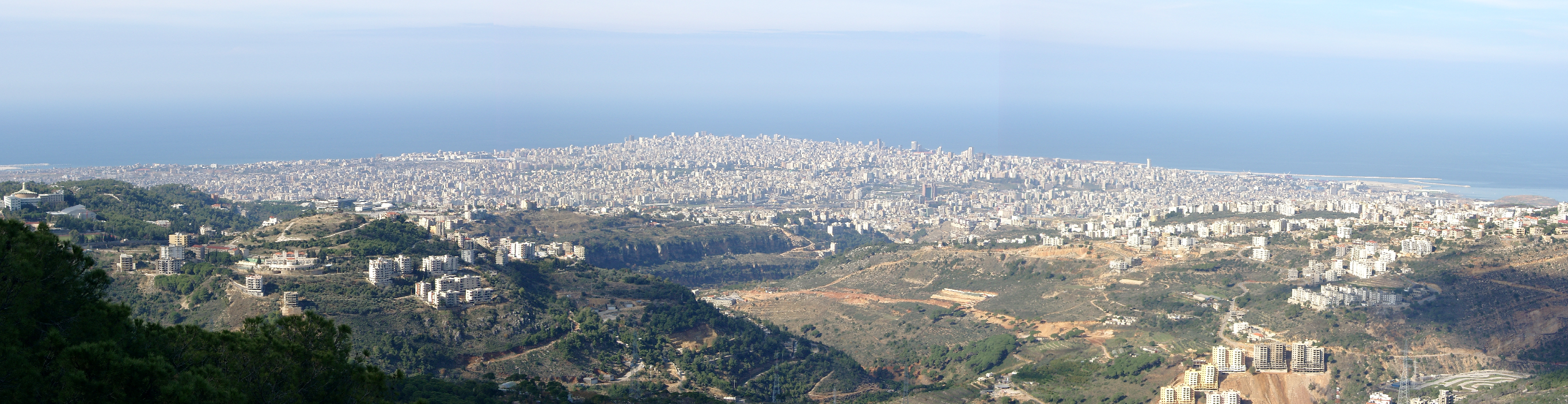
Panorama von Beirut, 2002

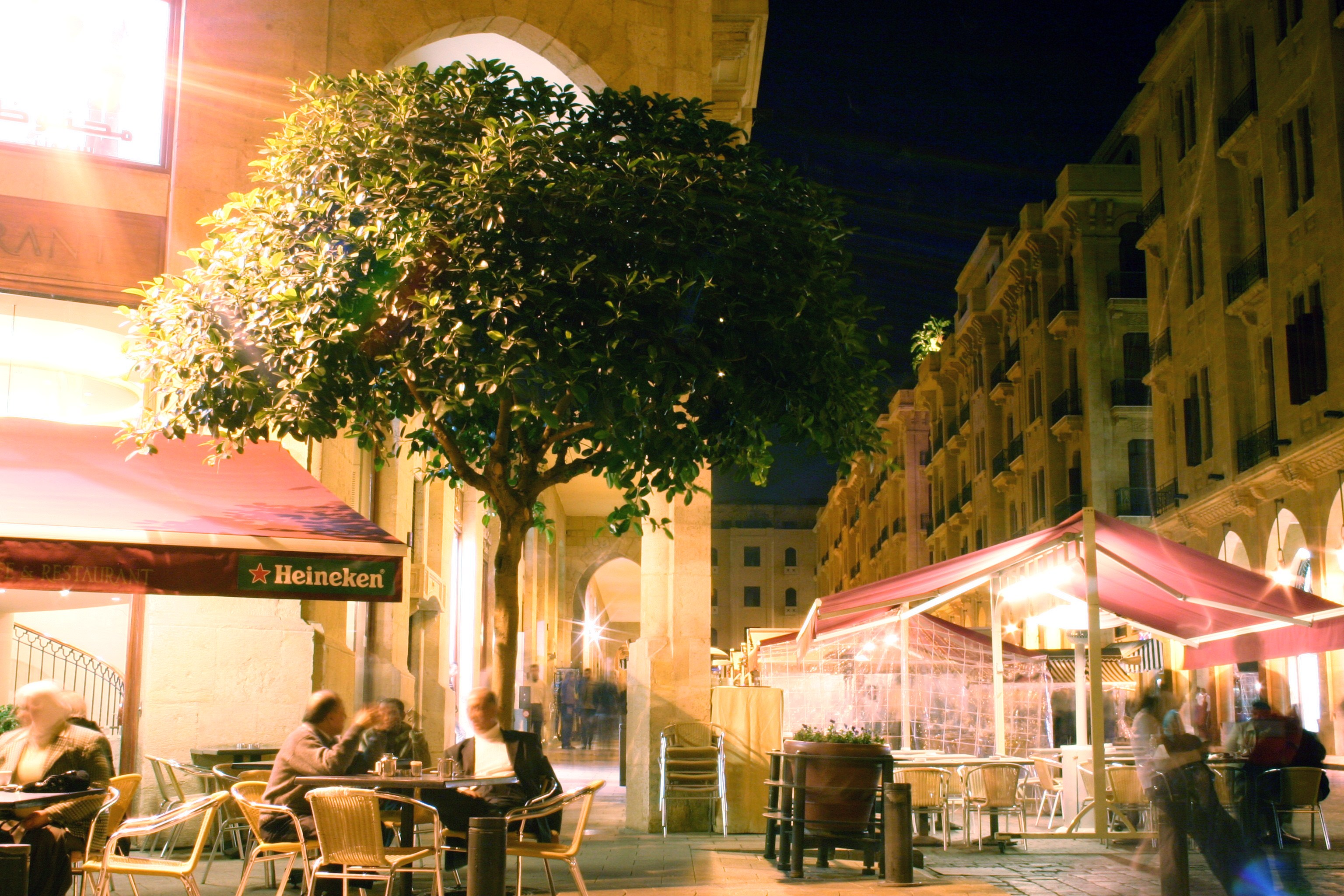
Szene im wieder aufgebauten Stadtzentrum von Beirut, 2004

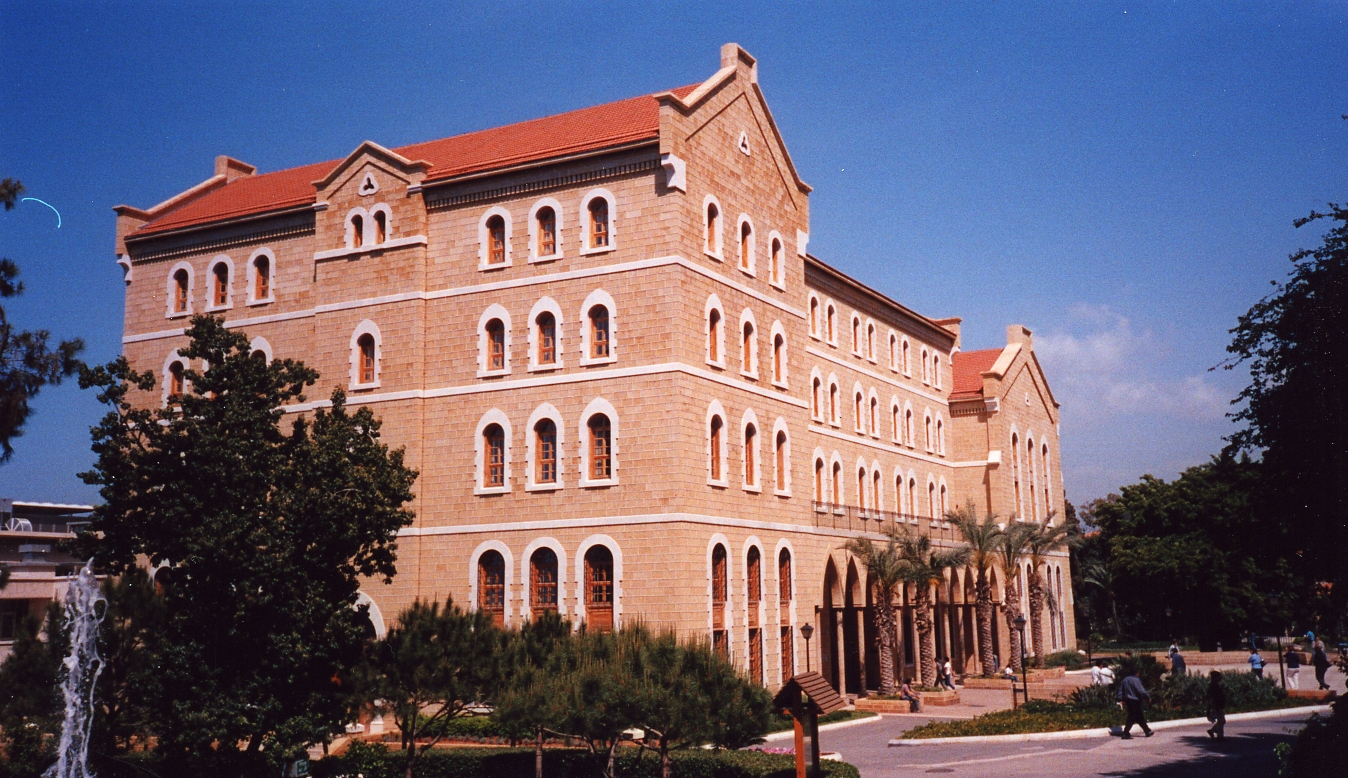
College Hall der American University Beirut, ca. 2006

Abir wohnt bei ihren Eltern in Beirut. Sie wartet auf Jana, die ihr Nachricht bringen soll, ob es mit einer Praktikumsstelle bei Coca-Cola klappt, die sie für das Studium braucht. Jana ist mit dem Coca-Cola-Manager liiert. Jana verspätet sich und kommt zusammen mit Jasmin. Zuerst sagt sie, dass sie  vielleicht schwanger sei. Jasmin schlägt vor, in der Apotheke einen Schwangerschaftstest zu kaufen. Abir will nicht mitkommen. Sie hat Angst, ihr Vater könne sie dabei sehen oder der Apotheker sie erkennen. Dann falle auf sie selbst ein schlechtes Licht.
Als Jana und Jasmin zurückkommen, will Jana den Test bei Abir machen. Diese fürchtet, dass jederzeit jemand aus ihrer Familie hereinplatzen könnte. Der Test fällt positiv aus, die Freundinnen trauen dem Ergebnis jedoch nicht. Jasmin sagt, sie könne Geld besorgen, falls Jana für eine Abtreibung nicht genug habe. Diese kommt aber für Jana nicht in Frage. Die Freundinnen suchen einen Frauenarzt in einem entfernten Stadtteil, sodass Abir weniger befürchten muss, von Bekannten gesehen zu werden. Um sich die Zeit bis zum Termin zu vertreiben, fahren sie in Jasmins Auto zusammen zu einem Starbucks. Vorher holen sie  noch in einem anderen Stadtviertel die Sportsachen bei Jasmin ab, weil sie eine halbe Stunde später zum Kickbox-Training wollen. Abir sagt über Walid, einen großen breiten Mann, der bei Jasmin oft im Hauseingang steht, dieser sehe nicht wie ein Mann aus. Sie bleibt daher lieber mit Jana im Auto, der einfällt, dass sie mit Abirs Cousine Hala wegen eines Schneidertermins für deren Hochzeitskleid verabredet ist.
Abir will verhindern, dass ihre Familie davon erfährt, dass ihre Freundin Jana schwanger ist. Also ruft sie lieber selbst die Cousine an und sagt für Jana den Termin wegen Unwohlseins ab, auf Arabisch. Ansonsten reden die drei untereinander Englisch, denn auf Arabisch kennt Jana nur einige Vokabeln, die sie sich aus Popsongs merkt. Im Café angekommen hat Abir Angst, dass außen an ihrer Kleidung Menstruationsblut zu sehen sein könnte. Jasmin bietet ihr Tampons an, sie scheut sich aber, das Angebot anzunehmen. Sie fragt im WC-Raum eine andere Frau nach einer Binde. Als sie zum Tisch zurückkehrt, ist Jasmin schon gegangen und Jana hat beschlossen, sich mit ihrem Freund zu verabreden, um ihm von der Schwangerschaft zu berichten.
Abir begleitet Jana nach Hause.  Als deren Manager-Freund kommt, sagt er, Abir könne in zwei Tagen mit dem Coca-Cola-Praktikum beginnen. Abir ist es peinlich, dass Jana und ihr Freund Sex miteinander haben. Sie verzieht sich in die Küche zu einem Papagei, der statt arabischer Dichtung nur Schimpfworte von sich gibt. Als der Freund geht, ist klar, dass es mit der Beziehung aus ist:  Jana möchte das Kind bekommen, er aber will keine Geliebte mit Kind.
Am nächsten Morgen holt Jasmin Abir ab und sie fahren zu dritt zur Arztpraxis. Auf dem Weg dorthin wehrt Jasmin einen aufdringlichen Mann ab, indem sie plötzlich die Autotür von innen öffnet und er von seinem Motorrad fliegt. Beim Arzt erfährt Jana, dass das Ergebnis des Tests gestimmt hat und sie schwanger ist. Jana will nur nach Hause und Abir bittet Jasmin, sie zum Haus ihrer Oma zu bringen, denn dort treffe sich die gesamte Familie nach dem Freitagsgebet zum Mittagessen.
Die Dreizimmerwohnung ist voller Frauen und Kinder, eine Tante schickt ihren Sohn los, er möge um die Ecke für sie Always kaufen. Sie selbst will es aus Scham nicht bei sich in der Nähe tun. Als die Männer hinzukommen, warten sie erst, bis die Frauen sich das Kopftuch umgelegt haben, dann machen jene sich auf den Sofas breit und es gibt Essen. Abir wird ausgefragt, was denn mit ihrer Freundin Jana sei, worauf sie ausweichend antwortet: Nichts sei.
Auf dem riesigen Coca-Cola-Plakat, das Abir zuhause hinter sich sieht, wenn sie in den Spiegel schaut, ist seit Kurzem nicht mehr Jana im Bikini zu sehen, sondern alles außer ihrem Gesicht und ihren Händen ist durch schwarze Farbe verdeckt. Als Jasmin zu Besuch kommt, erinnert sie sich bei diesem Anblick, dass sie Abir darum bitten will, sie zur Trauerfeier für Walid zu begleiten, denn sie wolle herausfinden, was statt eines Herzinfarktes mit ihm tatsächlich passiert sei. Abir sagt jedoch, dass sie zur Uni müsse.
Dort trifft sie einige Bekannte, die gerade einem Mitstudenten zuhören, der einen sexistischen Witz erzählt, mit dem er die umstehenden Frauen beleidigt. Alle kennen dies schon und applaudieren für die Show. Abir empfindet Angst beim Ton, den dieser Student anschlägt, denn er spricht wie ein Wohltäter, der alle nicht-muslimischen Leute wieder auf den richtigen Weg bringen will und traditionelle Verhaltensmaßregeln für Frauen zum Besten gibt. Sie zieht es vor, nichts zu sagen und in ihr Seminar zu gehen.
Danach ist Abir mit Jana verabredet, die sich einen Termin im Schönheitssalon hat geben lassen, um sich am ganzen Körper inklusive der Intimzone mit Wachs enthaaren zu lassen; eine Tortur, die sie nicht allein durchstehen würde. Also sieht Abir händehaltend dabei zu, wie sich Jana quälen lässt. Kaum hat Jana sich etwas erholt und will nach Hause, als Janas Ex-Freund, nun Abirs Praktikumschef, anruft und verlangt, sie solle sofort kommen, denn er finde bestimmte Dokumente nicht. Sie ist zu spät dran und lässt sich von einem Mopedfahrer mitnehmen unter der Bedingung, dass sie den Helm tragen darf, um nicht erkannt zu werden. Sie fühlt sich „auf dem ganzen Weg überraschend frei und plötzlich von großer Kraft erfüllt“ (S. 103).
Beim Praktikumsplatz angekommen, wird sie von Janas Ex-Freund angeschrien und vergewaltigt. Wieder zuhause überrascht es sie, dass sie mehr an Jana denkt als an das, was ihr selbst passiert ist. Gegen die Schmerzen zwischen den Beinen nimmt sie eine Tablette. Dass sie schwanger geworden sein könnte, versetzt sie in Panik und sie denkt erneut an Jana, denn jene sei als Ausländerin frei, ohne zu heiraten schwanger zu werden. Jasmin taucht unangekündigt auf, sieht Abirs Zustand, erfährt den Grund, tröstet sie und auf Bitten Abirs fahren sie zu einer entfernten Apotheke, wo Jasmin Abir dazu bringt, mit in die Apotheke zu kommen, um einen Schwangerschaftstest zu kaufen.
Jasmin versucht Abir zu überzeugen, dass sie mit Boxkenntnissen der Vergewaltigung entgangen wäre und Abir geht mit Jana zum Kickbox-Training, wo sie erstaunt feststellt, dass der Trainer eine schwangere Frau im vierten Monat ist. Als zwei Wochen später Abirs Periode einsetzt, ist sie erleichtert. Jasmin will, dass Abir Jana von der Vergewaltigung erzählt, aber dazu kommt es nicht, denn von Jana hört sie als Nächstes per Mail aus Rumänien, wohin sie zurückgekehrt ist, mit Plänen, dem Kind eines Tages Beirut zu zeigen, wo dessen Vater lebe.

## Rezeption
Die Varianten von Frausein, die Jana und Jasmin bieten, überzeugen Abir nicht so recht, schreibt Emma Garman im Februar 2012 in ihrer Rezension der englischsprachigen Übersetzung. Zwar würden Begriffe wie Hegemonie, Kapitalismus und Patriarchat nicht verwendet, dargestellt werde aber, wie es im Leben der drei Frauen durch diese gesellschaftlichen Kräfte einerseits zu Konflikten komme und wie andererseits ein Zusammengehörigkeitsgefühl entstehe. Abir meint verpflichtet zu sein, sehr auf ihre „Weiblichkeit“ Acht zu geben und deshalb statt der moderneren Tampons nur Einlagen zu benutzen, was wiederum die beiden Freundinnen ekelhaft finden. Mit umwerfender Klarheit stelle die Autorin dar, wie Abir durch traditionelle Regeln dieser Art vor tatsächlicher Gefahr nicht geschützt ist. Vieles von dem, was komisch dargestellt wird, ist eigentlich als tragisch zu sehen, denn Lösungen seien keine in Sicht. Abir schildere Ereignisse, die ihr eigentlich sehr nahe gehen, leichtfüßig und oftmals ironisch, wobei sie den westlichen Lebensstil ihrer Freundinnen ebenso auf die Schippe nimmt wie die eigenen arabischen Traditionen. schreibt Rebecca Nordin Mencke in ihrer Besprechung für den NDR im Dezember 2014. Der Übersetzerin sei es gelungen, Chreitehs unmittelbaren, rasanten Erzählstil ins Deutsche zu übertragen. Es sei kurzweilige Lektüre, die einen hochaktuellen Einblick in libanesische Lebensverhältnisse gebe. Der unbeschwerte Erzählton allerdings erweise sich als trügerisch. Für drastische Situationskomik mit dunklem Hintergrund habe Chreiteh ein großes Gespür, manchmal steigere sich diese Komik ins Groteske, wobei sich das ohnehin hohe Erzähltempo beinahe überschlage, so Volker Kaminski in seiner Rezension für das deutschsprachige Portal qantara.de im August 2015.
Im Unterschied zu anderen zeitgenössischen libanesischen Romanen gehe es in Always Coca-Cola um intime Konfliktzonen, so die Einschätzung von M. Lynx Qualey im Juni 2012: Wie kann eine junge Frau im Libanon ihre körperlichen Grenzen verteidigen, wenn sie von anderen mal geschubst, mal gezogen, mal angegriffen und mal verführt wird? Es ist keine Geschichte, die zu einer Vollendung führt, sondern sie besteht aus einer Reihung von Attacken und Rückzügen, aus Szenen des Einvernehmens und der Missverständnisse, in der, was andernorts weiter ausgeführt würde, fast nebensächlich zu sein scheint. So wird geschildert, wie Abir, während sie vergewaltigt wird, erneut die überdimensionale Coca-Cola-Werbung hinter der Schulter des Vergewaltigers registriert, sodass das Banner fast dieselbe Wichtigkeit erhält wie die Vergewaltigung.

## Zu den Übersetzungen
Die deutschsprachige ebenso wie die englischsprachige Ausgabe von Always Coca-Cola enthält ein Nachwort der jeweiligen Übersetzerin, in dem das Vorgehen erläutert wird. Denn hier werde in arabischer Hochsprache erstmals über intime körperbezogene Anliegen der drei Heldinnen gesprochen, sodass Registerwechsel notwendig geworden seien. Darüber hinaus sei versucht worden, dem mit Wortwitzen gespickten Text bestmöglich gerecht zu werden, was stellenweise Nachdichtungen erforderlich gemacht habe.

## Ausgaben
- Alexandra Sherayteh: دايما كوكاكولا (Dāyiman – Kūkā Kūlā), Arab Scientific Publishers, Beirut 2009, ISBN  978-995-387-660-3.
- englisch: Alexandra Chreiteh: Always Coca-Cola: A Novel, translated from the Arabic by Michelle Hartman. Interlink Publishing, Northampton, MA 2012, ISBN 978-1-56656-873-9.
- deutsch: Alexandra Chreiteh: Always Coca-Cola, aus dem Arabischen übersetzt von Christine Battermann. (= Swallow Editions, herausgegeben von Rafik Schami), Schiler, Berlin / Tübingen 2014, ISBN 978-3-89930-415-2.